# 奥古斯丁·比齐蒙古
奥古斯丁·比齐蒙古（1952年8月28日—），原盧旺達武裝部隊將軍。1994年4月16日，在卢旺达种族灭绝爆發之際，他被任命為陸軍參謀長並晉升為少將軍銜。

## 生平
比齐蒙古出生于卢旺达比温巴省。
比齐蒙古是胡图族人，於1994年4月6日在盧旺達武裝部隊擔任中校軍銜。幾天后，德奧格拉蒂亞斯·恩斯貝馬納與朱韦纳尔·哈比亚利马纳一起陣亡，比齐蒙古被提升為少將，任命為盧旺達武裝部隊參謀長，接替馬歇爾·加特西尼。
據報導，比齐蒙古在卢旺达爱国阵线獲勝後逃離該國，宣稱“盧旺達愛國陣線將統治的是一片荒漠”。
2002年4月12日，卢旺达问题国际刑事法庭對正與安哥拉反叛運動安盟合作的比齐蒙古發出了逮捕令。2002年8月，他被安哥拉政府逮捕，送交坦桑尼亚聯合國战争罪法庭。審判延期至2008年9月，隨後比齐蒙古與其他盧旺達武裝部隊軍官奧古斯汀·恩丁迪利伊馬納（國家憲兵隊參謀長）、弗朗索瓦-澤維爾·恩蘇內梅（盧旺達陸軍偵察營營長）和伊諾森特·薩加赫圖（盧旺達陸軍偵察營副營長）一起受審。2011年5月17日，比齐蒙古因參與種族滅絕被判處30年監禁。
比齐蒙古在2004年的电影《卢旺达饭店》中由費納·莫奇納扮演。